# Elezioni presidenziali in Austria del 1992
Le elezioni presidenziali in Austria del 1992 si tennero il 26 aprile, con ballottaggio il 24 maggio.
Ebbero accesso al secondo turno Thomas Klestil, sostenuto dal Partito Popolare Austriaco, e Rudolf Streicher, esponente del Partito Socialdemocratico d'Austria; le elezioni videro la vittoria di Klestil, che succedette dunque al presidente uscente Kurt Waldheim, non ricandidatosi per un secondo mandato.

## Risultati
| Thomas Klestil   | Partito Popolare Austriaco          | 1 728 234 | 37,20 | 2 528 006 | 56,89 |  |  |  |
| Rudolf Streicher | Partito Socialdemocratico d'Austria | 1 888 599 | 40,66 | 1 915 380 | 43,11 |  |  |  |
| Heide Schmidt    | Partito della Libertà Austriaco     | 761 390   | 16,39 |           |       |  |  |  |
| Robert Jungk     | I Verdi                             | 266 954   | 5,75  |           |       |  |  |  |
| Totale           | Totale                              | 4 645 177 | 100   | 4 443 386 | 100   |  |  |  |
|                  |                                     |           |       |           |       |  |  |  |
| Voti non validi  | Voti non validi                     | 143 717   | 3,00  | 149 546   | 3,26  |  |  |  |
| Votanti          | Votanti                             | 4 788 894 | 84,36 | 4 592 932 | 80,91 |  |  |  |
| Elettori         | Elettori                            | 5 676 903 |       | 5 676 903 |       |  |  |  |